# Far View Visitor Center
Le Far View Visitor Center est un ancien office de tourisme américain dans le comté de Montezuma, au Colorado. Protégé au sein du parc national de Mesa Verde, cet office de tourisme du National Park Service terminé en 1967 est ouvert au public en juin 1970. Fermé en 2013, il est inscrit au Colorado State Register of Historic Properties depuis le 26 septembre 2018.
Le Far View Visitor Center se trouve à peu de distance du Far View Lodge, le seul établissement hôtelier dans le parc.